# Iziwa
Iziwa ist ein Verwaltungsbezirk (Ward) des Distrikts Mbeya (CC) in der tansanischen Region Mbeya. Er grenzt im Norden und im Westen an den Distrikt Mbeya (DC), im Süden an den Bezirk Itende und im Osten an den Bezirk Nsoho.

## Geografie
Iziwa liegt im Westen der Regionshauptstadt Mbeya. Der Norden des Bezirks liegt auf über 2000 Meter Meereshöhe, der Gipfel des Mbeya ist nur rund 1 km entfernt. Die Fläche des Bezirks beträgt 16 Quadratkilometer und bei der Volkszählung 2022 lebten hier 3848 Menschen in 1096 Haushalten.

## Gliederung
Der Bezirk besteht aus fünf Stadtteilen (Mtaa):
- Isumbi
- Isengo
- Iduda
- Ilungu
- Imbega

## Wirtschaft und Infrastruktur
- Gesundheit: Im Distrikt befinden sich zwei Apotheken.[6][7]